# Rikiya Motegi
Rikiya Motegi (茂木 力也 Motegi Rikiya?), född 27 september 1996 i Saitama prefektur, är en japansk fotbollsspelare.
Motegi började sin karriär 2015 i Urawa Reds. 2016 blev han utlånad till Ehime FC. 2017–2018 blev han utlånad till Montedio Yamagata. Han gick tillbaka till Urawa Reds 2019. 2019 flyttade han till Ehime FC.